# Le 17e Parallèle
Pour plus de détails, voir Fiche technique et Distribution.
Le 17e Parallèle est un film documentaire franco-vietnamien réalisé par Joris Ivens et Marceline Loridan-Ivens, sorti en 1968.

## Synopsis
En 1968, entre le Sud Vietnam sous contrôle de l'armée américaine et le Nord Vietnam en lutte pour l’indépendance, s'étend une zone démilitarisée autour du 17e parallèle. Joris Ivens et son épouse, Marceline Loridan, partent dans cette région autour du village de Vĩnh Linh (vi) pendant deux mois, afin de vivre parmi les paysans qui se sont réfugiés dans des caves pour tenter de survivre aux bombardements incessants de l'artillerie américaine.

## Commentaires
Le 17e Parallèle est un documentaire engagé, dans lequel le cinéaste filme le peuple vietnamien résistant, prêt à tous les sacrifices pour défendre son pays. Le bruit des bombes contraste avec le calme des paysans  déterminés à survivre face à l'ogre américain. La vie quotidienne s'organise dans d'immenses galeries souterraines où la communauté s'organise. Joris Ivens filme la conviction inébranlable du peuple vietnamien que la victoire viendra.

## Fiche technique
- Titre origianl : Le 17e Parallèle
- Réalisation : Joris Ivens et Marceline Loridan-Ivens
- Scénario : Joris Ivens
- Photographie : Joris Ivens
- Société de production : Capi films, Argos Films
- Genre : Documentaire
- Durée : 113 minutes
- Dates de sortie  : 26 septembre 1968